# Constitució veneçolana de l'any 1999
Constitució de Veneçuela de 1999 (nom oficial: Constitució de la República Bolivariana de Veneçuela) és la Carta Magna vigent a Veneçuela, adoptada el 15 de desembre de 1999 mitjançant un referèndum popular. El 15 de febrer de 2009, li va ser introduïda l'Esmena № 1 impulsada pel president Hugo Chávez, rebent respatller de diversos sectors i el rebuig dels partits tradicionals.

El tribunal constitucional de la República de Veneçuela en el Capitoli Federal reunit, Hugo Chávez va pronunciar el jurament de llei:
| « | Única. Juro sobre esta moribunda Constitución. Juro delante de Dios, juro delante de la Patria, juro delante de mi pueblo que sobre esta moribunda Constitución impulsaré las transformaciones democráticas necesarias para que la República nueva tenga una Carta Magna adecuada a los nuevos tiempos. Lo juro. | » |

Els veneçolans van ser convocats a un Referèndum consultiu del 25 d'abril de 1999 perquè decidissin si aprovaven o no la proposta de reforma impulsada per l'executiu que va ser sotmesa a aprovació popular.
La constitució veneçolana de 1999 es va convertir en la primera a reconèixer els drets dels pobles indígenes, establint com a oficials les seves llengües i reconeixent drets sobre els territoris ocupats ancestralment.

Des del punt de vista ambiental, aquesta constitució és pionera a la regió en reconèixer el dret dels ciutadans a viure en un ambient sa i ecològicament equilibrat. Entre altres assumptes d'índole ambiental, la constitució estableix:
| « | *Todas las actividades susceptibles de generar daños a los ecosistemas deben ser previamente acompañadas de estudios de impacto ambiental y sociocultural. | » |

| « | *El Estado impedirá la entrada al país de desechos tóxicos y peligrosos, así como la fabricación y uso de armas nucleares, químicas y biológicas. | » |

| « | *El Estado promoverá la agricultura sustentable como base estratégica del desarrollo rural integral a fin de garantizar la seguridad alimentaria de la población. | » |

| « | *Es un derecho y un deber de cada generación proteger y mantener el ambiente en beneficio de sí misma y del mundo futuro. | » |

| « | *Toda persona tiene derecho individual y colectivamente a disfrutar de una vida y de un ambiente seguro, sano y ecológicamente equilibrado. | » |

| « | *El Estado protegerá el ambiente, la diversidad biológica, los recursos genéticos, los procesos ecológicos, los parques nacionales y monumentos naturales y demás áreas de especial importancia ecológica. | » |

| « | *El genoma de los seres vivos no podrá ser patentado, y la ley que se refiera a los principios bioéticos regulará la materia. | » |

| « | *Es una obligación fundamental del Estado, con la activa participación de la sociedad, garantizar que la población se desenvuelva en un ambiente libre de contaminación, en donde el aire, el agua, los suelos, las costas, el clima, la capa de ozono, las especies vivas, sean especialmente protegidos, de conformidad con la ley. | » |

## Composició i característiques

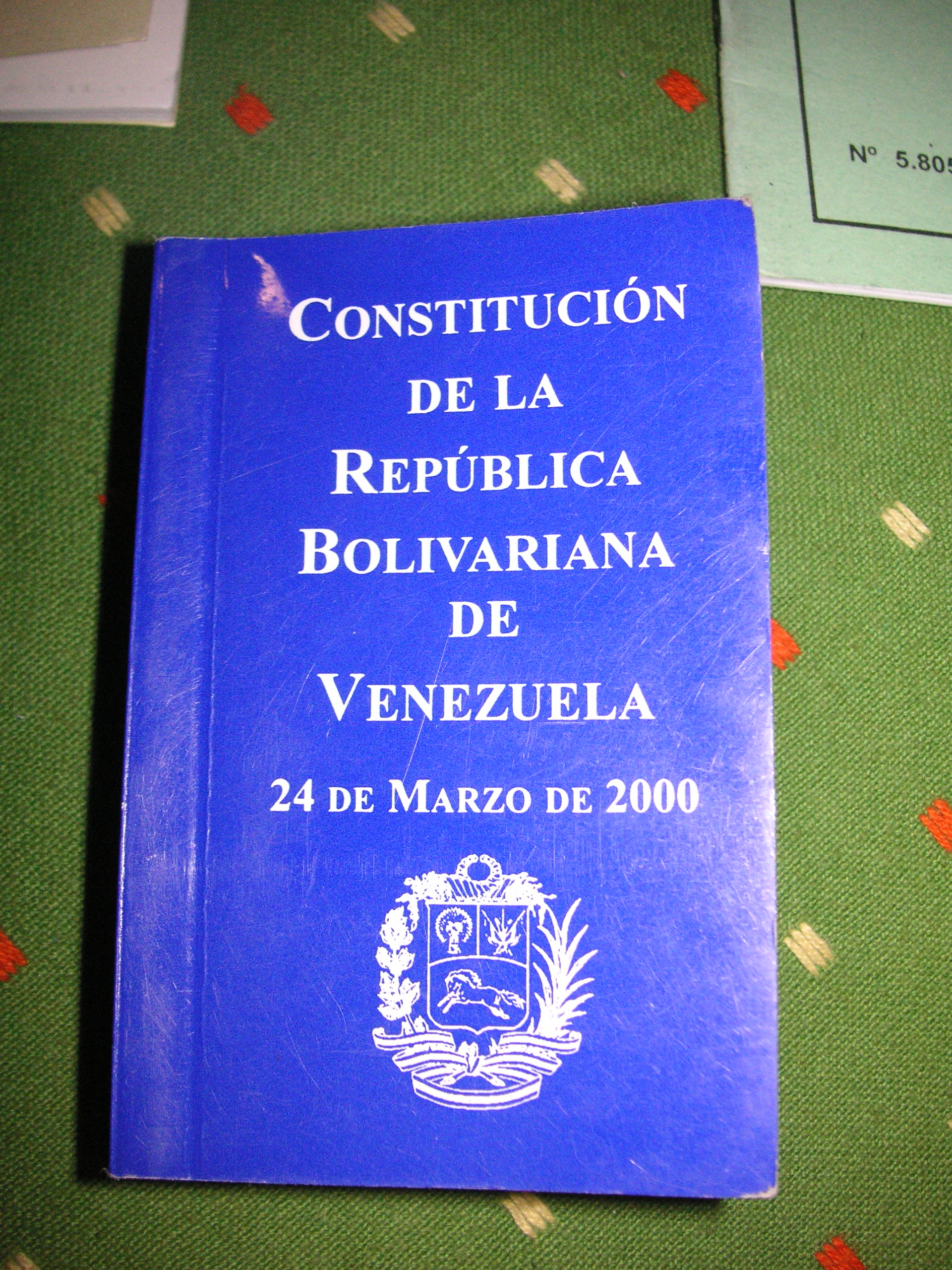
Presentació de la Constitució de la República Bolivariana de Veneçuela, versió del 24 de març de 2000.

Es compon d'un Preàmbul de 350 articles, dividits en 9 Títols,33 Capítols, les Disposicions Derogatòries, Transitòries i Finals.

### Preàmbul
| «                                                             | El pueblo de Venezuela, en ejercicio de sus poderes creadores e invocando la protección de Dios, el ejemplo histórico de nuestro Libertador Simón Bolívar y el heroísmo y sacrificio de nuestros antepasados aborígenes y de los precursores y forjadores de una patria libre y soberana; con el fin supremo de refundar la República para establecer una sociedad democrática, participativa y protagonista, multiétnica y pluricultural en un Estado de justicia, federal y descentralizado, que consolide los valores de la libertad, la independencia, la paz, la solidaridad, el bien común, la integridad territorial, la convivencia y el imperio de la ley para esta y las futuras generaciones; asegure el derecho a la vida, al trabajo, a la cultura, a la educación, a la justicia social y a la igualdad sin discriminación ni subordinación alguna; promueva la cooperación pacífica entre las naciones e impulse y consolide la integración latinoamericana de acuerdo con el principio de no intervención y autodeterminación de los pueblos, la garantía universal e indivisible de los derechos humanos, la democratización de la sociedad internacional, el desarme nuclear, el equilibrio ecológico y los bienes jurídicos ambientales como patrimonio común e irrenunciable de la humanidad; en ejercicio de su poder originario representado por la Asamblea Nacional Constituyente mediante el voto libre y en referendo democrático, decreta la siguiente constitución: | » |
| — Constitución de la República Bolivariana de Venezuela, 1999 | |   |

### Principis Fonamentals
El primer títol (articles 1º a 9º), estableix el canvi de nom del país de República de Veneçuela a República Bolivariana de Veneçuela a més una sèrie de principis elementals d'un estat de dret. Aquest títol resumeix la filosofia política de la Constitució, quan toca a la relació de l'home amb el poder. Així, estableix, per exemple que les persones neixen lliures i iguals en dignitat i drets, i reconeix la importància de la justícia social i del respecte als drets fonamentals. Conté diversos principis inspiradors de l'organització política de l'Estat: sobirania nacional, democràcia participativa, forma federal descentralitzada, etc. El valor jurídic de la Constitució és regulat per ella mateixa: es tracta una norma, per tant, la seva observança és obligatòria per a tota persona, institució o grup, i evidentment també per a tots els òrgans de l'Estat. El principi de respecte a l'Estat de dret es completa mitjançant els principis de legalitat, els símbols de la pàtria i els idiomes oficials.

### Espai Geogràfic i de la Divisió Política
El títol II (art 10 a 18), s'estableix que el territori i altres espais geogràfics de la República són els que corresponien a la Capitania General de Veneçuela amb les modificacions resultants dels tractats i laudes arbitrals no viciats de nul·litat, els jaciments miners i d'hidrocarburs, qualsevol que sigui la seva naturalesa, existents al territori nacional pertanyen a la República. El territori nacional no podrà ser mai cedit, traspassat, arrendat, ni alienat, ni àdhuc temporal o parcialment, a Estats estrangers o altres subjectes de dret internacional. La divisió política consta d'Estats, Districte Cabdal, Dependències Federals i Territoris Federals.
El títol III (art. 19 a 135), posseeix una densitat normativa important. Es refereix als drets i deures constitucionals. L'article 19, extensa enunciació dels drets fonamentals reconeguts a Veneçuela, conserva tradicions ancestrals de la cultura jurídica veneçolana. Entre els drets fonamentals reconeguts s'expliquen el dret a la vida, la igualtat davant la llei, la igualtat en la protecció de la llei, a l'honra, a la llibertat de consciència, a la llibertat d'expressió, d'associació, el dret a la propietat, la qual cosa es refereix a la ciutadania. Reconeix la nacionalitat veneçolana en les diferents formes que aquesta s'obté, ja sigui ius sanguinis, ius solis, per carta de nacionalització, l'aparició dels referèndums revocatoris per a tots els càrrecs d'elecció popular a meitat del seu període constitucional, la prohibició taxativa del reclutament forçós (per a la prestació del servei militar) i una infinitat de drets més. Certament, els drets humans de caràcter social són els menys desenvolupats en aquest text, encara que conté alguns esbossos sobre aquest tema. Aquesta enumeració es tanca per la garantia que el legislador no podrà dictar lleis que afectin el nucli fonamental o l'essència d'aquests drets.

### Poder públic
En el títol IV (art. 136 a 185), s'estableix l'augment dels poders públics nacionals de 3 a 5 poders independents: Legislatiu, Executiu, Judicial, Ciutadà i Electoral. Però es conserva l'ordre jurídic del poder públic en nacional, estadal i municipal. A més determina les competències del poder nacional, l'organització, funcionament i competències del poder estadal, el poder municipal i tot el relatiu al Consell Federal de Govern.
El títol V (art. 186 a 298), estableix una Assemblea Nacional unicameral, elimina el Senat de la República i el càrrec de senador vitalici, establint la forma d'elecció dels membres dels mateixos i els seus nombres, els requisits i inhabilitats per exercir el càrrec, les atribucions exclusives, el funcionament de l'Assemblea, les matèries de llei i la formació d'aquestes. A més s'estableix com a cap de l'Estat i del Govern al president de la República. Defineix les formes d'elecció d'aquest i els requisits per exercir el càrrec, estableix les atribucions del president de la República, les normes relatives al vicepresident de la República, els Ministres d'Estat, el seu nomenament i requisits per exercir el càrrec. Es determina les bases del Poder Judicial representat pel Tribunal Suprem de Justícia. Tot el referent a l'organització i funcionament del Poder Ciutadà i els òrgans que ho componen establint les bases del Ministeri Públic, Defensoria del Poble i Contraloría General. Les formes i maneres d'operar del Poder Electoral, la designació o elecció dels seus membres, i les atribucions d'aquests.

### Sistema socioeconòmic
El títol VI (art. 299 a 321), Estableix tot règim econòmic de l'Estat quant als principis que ho caracteritzen com la justícia social, democràcia, eficiència, lliure competència, protecció de l'ambient, productivitat i solidaritat, a les finalitats d'assegurar el desenvolupament humà integral i una existència digna i profitosa per a la col·lectivitat. L'Estat, conjuntament amb la iniciativa privada, promourà el desenvolupament harmònic de l'economia nacional, així com el sistema del Banc Central de Veneçuela i tot el que té a veure amb la política monetària i a l'estabilitat del Bolívar.

### Seguretat de la Nació
El títol VII (art. 322 a 332), estableix la forma d'operar de la institució armada de defensa i policials en matèria de seguretat en els seus diferents nivells sigui Nacional, Estatal o Municipal, a més de les seves normes fonamentals. Determina un Consell de Defensa de la Nació, integrat pels membres assenyalats en el text Constitucional com a ens assessor de l'Executiu Nacional en matèria de Seguretat i Defensa Integral de la Nació.

### Protecció de la Constitució
El títol VIII (art. 333 a 339), determina que la Constitució no perdrà la seva vigència si deixés d'observar-se per acte de força o perquè fos derogada per qualsevol altre mitjà diferent del previst en ella, tot ciutadà investit o no d'autoritat, tindrà el deure col·laborar en el restabliment de la seva vigència. Tots els jutges, en l'àmbit de les seves competències estan en l'obligació d'assegurar la integritat de la Constitució, la Sala Constitucional del Tribunal Suprem de Justícia, declarar la nul·litat de les lleis i altres actes dels òrgans que exerceixen el Poder Públic. Regula a més els estats d'excepció.

### Les Reformes Constitucionals
El Títol IX (art. 340 a 350), estableix la forma, els quòrums i maneres d'esmenar, reformar els diferents capítols de la Constitució Política de la República i a més estableix els procediments per convocar a una Assemblea Nacional Constituent.

### Disposició Derogatòria
| « | Queda derogada la Constitución de la República de Venezuela decretada el veintitrés de enero de mil novecientos sesenta y uno. El resto del ordenamiento jurídico mantendrá su vigencia en todo lo que no contradiga esta Constitución. | » |

### Disposicions Transitòries
Tot el que determina el cos de la Constitució amb caràcter temporal mentre es dicten els instruments jurídics perquè tingui efectiva vigència.

### Disposicions Finals
| « | Única. Esta Constitución entrará en vigencia el mismo día de su publicación en la Gaceta Oficial de la República de Venezuela, después de su aprobación por el pueblo mediante referendo. Aprobada por el pueblo de Venezuela, mediante referendo constituyente, a los quince días del mes de diciembre de mil novecientos noventa y nueve, y proclamada por la Asamblea Nacional Constituyente en Caracas, a los veinte días del mes de diciembre de mil novecientos noventa y nueve. Año 189° de la Independencia y 140° de la Federación. | » |

## Esmenes
La Constitució de 1999 només ha sofert una esmena, aprovada pel Referèndum constitucional de 2009, amb el precedent del Referendum constitucional de 2007, en el qual es va proposar una reforma general al text constitucional, que no va resultar aprovada.

### Primera Esmena
El 15 de febrer de 2009 es va realitzar el referèndum per decidir l'aprovació o no de l'esmena dels articles 160, 162, 174, 192 i 230, amb la finalitat de permetre la reelecció immediata de qualsevol càrrec d'elecció popular de manera contínua o indefinida. Segons el segon Butlletí emès pel CNE el 16 de febrer, el Si va aconseguir 6.310.482 vots (54,85%) i el No 5.193.839 vots (45,14%), amb el 99,57 % d'actes transmeses i una abstenció de 29,67%, sent promulgada pel president de la República a Caracas, el 19 de febrer de 2009. Any 198 de la Independència i 149 de la Federació.